# Сова мексиканська
Сова́ мексиканська (Strix sartorii) — вид птахів родини совових (Strigidae). Ендемік Мексики.

## Поширення
Сова мексиканська трапляється в трьох окремих субареалах. Найбільший ареал розташований вздовж хребта Східна Сьєрра-Мадре між Сан-Луїс-Потосі на півночі та Веракрусом на півдні. Наступною за величиною є смуга від Дуранго на південь до Мічоакана, а третьою є відносно невелика територія в Герреро. Вважається, що раніше вид траплявся в Оахаці.

## Опис
Сова завдовжки від 43 до 50,5 см. Вага самців від 469 до 812 г, самиць - від 610 до 1051 г. Верхня частина тіла коричнево-сіра з білуватими або жовто-коричневими смугами. Вона має сірувато-білий або коричнево-сірий лицьовий диск, оточений більш темно-коричневими та охристими смугами. Її нижня частина від блідо-коричневого до білого з темними смугами.